# باولو فيريرا

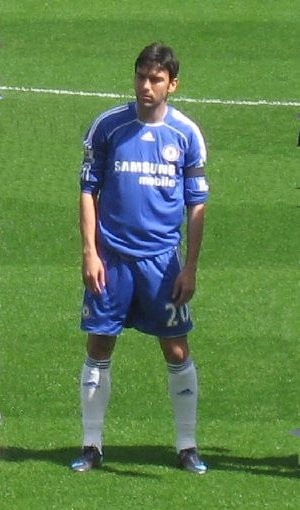
باولو فيريرا

باولو ريناتو ريبوكو فيريرا (بالبرتغالية: Paulo Renato Rebocho Ferreira‏)، (مواليد 18 يناير 1979 في كاشكايش، البرتغال)، هو لاعب كرة قدم برتغالي سابق لعب في مركز الظهير، حيث لعب لأندية عديدة أبرزهم بورتو و‌تشيلسي.
بدأ مسيرته الكروية مع نادي إسترويل برايا في عام 1997، ولعب معهم حتى عام 2000، وشارك معهم في 37 مباراة وسجل هدفين، وفي عام 2000 انتقل إلى نادي فيتوريا، ولعب معهم حتى عام 2002، وشارك معهم في 69 مباراة وسجل هدفين، وفي عام 2002 انتقل إلى نادي بورتو، ولعب معهم حتى عام 2004، وشارك معهم في 62 مباراة، وفي عام 2004 انتقل إلى نادي تشيلسي الإنجليزي ولعب معهم حتى اعتزاله عام 2013.
و قد بدأ باللعب مع منتخب البرتغال لكرة القدم في عام 2002 حتى اعتزل دوليًا عام 2010.

## مسيرته الكروية
لعب باولو فيريرا خلال مسيرته الاحترافية مع 4 أندية في ستة عشر موسمًا وسجل خلالها 4 أهداف ضمن 308 مباراة. حيث فاز في خمسة مواسم بالكأس وفي خمسة مواسم بالدوري.
خاض باولو فيريرا مسيرته مع نادي إشتوريل برايا في موسم 1997–98 واستمر معه طيلة ثلاثة مواسم، مشاركًا في 37 مباراة سجل خلالها هدفين. ثم انتقل إلى نادي فيتوريا سيتوبال في موسم 2000–01 ولمدة موسمين، حيث شارك في 68 مباراة سجل خلالها هدفين أيضًا. لينتقل بعدها إلى نادي بورتو في موسم 2002–03 ولمدة موسمين، مشاركًا في 62 مباراة ولم يسجل أي هدف. ثم انتقل إلى نادي تشيلسي في موسم 2004–05 ليلعب معه تسعة مواسم، مشاركًا في 141 مباراة ولم يسجل أي هدف أيضًا.

## روابط خارجية
- باولو فيريرا على موقع الاتحاد الدولي (مؤرشف)  (الإنجليزية)
- باولو فيريرا على موقع الاتحاد الأوربي (الإنجليزية)
- باولو فيريرا على موقع قاعدة بيانات كرة القدم.إي يو (الإنجليزية)
- باولو فيريرا على موقع ناشيونال فوتبول تيمز (الإنجليزية)
- باولو فيريرا على موقع Soccerbase.com (لاعب) (الإنجليزية)
- باولو فيريرا على موقع Soccerway.com (الإنجليزية)
- باولو فيريرا على موقع عالم كرة القدم.نت (الإنجليزية)
- باولو فيريرا على موقع كووورة
- باولو فيريرا على موقع AS.com (الإسبانية)